# Chlamydopsis latipennis
Chlamydopsis latipennis är en skalbaggsart som beskrevs av Lea 1912. Chlamydopsis latipennis ingår i släktet Chlamydopsis och familjen stumpbaggar. Inga underarter finns listade i Catalogue of Life.